# Francisco Hidalgo
Francisco Hidalgo, né le 17 mai 1929 à Cabra del Santo Cristo et mort 25 juillet 2009 à Paris 18e, est un dessinateur de bande dessinée en Espagne puis en France, parfois sous le pseudonyme de Yves Roy. Il dessine notamment Blason d'argent, Bob Mallard et Teddy Ted. Il devient ensuite un photographe reconnu et primé.

## Biographie
Francisco Hidalgo est né dans la province de Jaén en Andalousie le 17 mai 1929.

### Dessinateur
Hidalgo débute très jeune, à Barcelone, capitale de la bande dessinée espagnole. À 14 ans, il publie La Secta de Tong-Khan. Il étudie aux Beaux-Arts de Madrid, de Barcelone, de Paris. Il dessine dans Gran Chicos (es), dans Chicos (es), et crée en 1949 Doctor Niebla (es) pour Super Pugalcito.
Il part pour la France en 1952, et s'installe à Paris en 1954. Il dessine Blason d'argent de 1953 à 1958, pour la revue Cœurs vaillants. Il dessine aussi Salta el Libertador dans Pierrot, et reprend Bob Mallard de 1953 à 1962 pour Vaillant. Il crée Teddy Ted en 1963 pour Vaillant sous le pseudonyme de « Yves Roy », puis Jack de Minuit pour Bayard, et Michel Fordan. Il dessine Éric Murat pour Pilote en 1964, le Commando I pour Tintin en 1967-1968. Il travaille également pour Spirou, Chouchou, Bernadette, et Lisette,.

### Photographe
Dans les années 1960, Hidalgo délaisse progressivement la bande dessinée pour la photographie, à laquelle il se consacre à partir de la fin de la décennie.
Comme photographe, Francisco Hidalgo acquiert la célébrité dans les années 1970 et 1980 par ses photos de villes, notamment Paris, New York, Londres, Venise, illustrant de nombreuses cartes postales. Il remporte en 1976 le prix du meilleur livre photo au festival d'Arles, et en 1974 l'obélisque d'or à Cologne, au salon mondial Photokina. Il œuvre pour Image Bank et Getty Images,.
Il est pionnier dans l'utilisation des filtres. « Maître de la couleur », il se crée un univers propre par ses prismes et ses images diffractées, représentant la réalité des villes sous un angle presque irréel, avec personnages et atmosphères surréalistes.
Il meurt à Paris le 25 juillet 2009,.